# ANI (format)
ANI – opracowany przez Microsoft format grafiki rastrowej używany do tworzenia animowanych kursorów dla Microsoft Windows. Opiera się na formacie RIFF, który jest używany przez ten format jako kontener każdej z klatek składających się na animację.

## Struktura pliku
Plik animowanego kursora składa się z następujących elementów:
- nazwy (opcjonalnie)
- informacji o autorze (opcjonalnie)
- domyślnej prędkości odtwarzania animacji
- informacji o sekwencji
- punkcie skupienia kursora
- klatek animacji w formacie ICO
- Innych prędkościach odtwarzania animacji

Prędkości odtwarzania animacji mogą być określone w chwilach, co równa się 1/60 sekundy lub 16,666 ms.

### Sekwencjonowanie
Informacje o sekwencji zawarte w pliku określają kolejność następowania klatek, co pozwala na wielokrotne odtwarzanie animacji lub odtwarzanie w kolejności innej niż zapisana w pliku. Jeżeli animacja zawiera na przykład trzy klatki o numerach 1, 2 oraz 3, a sekwencja to 1-2-3-2-1, co stanowi pięć klatek, wystarczy zapisanie trzech klatek w pliku, co pozwala zaoszczędzić miejsce na dysku.